# Lepidogma ambifaria
Lepidogma ambifaria är en fjärilsart som beskrevs av Erich Martin Hering 1901. Lepidogma ambifaria ingår i släktet Lepidogma och familjen mott. Inga underarter finns listade i Catalogue of Life.